# 周振天
周振天（1946年4月16日—），男，湖北新洲人，中国剧作家，中国戏剧家协会理事，中国电视艺术家协会副主席，中国电视剧飞天奖优秀编剧。